# 로가르주
로가르주(파슈토어: د لوګر ولايت, 다리어: ولایت لوگر)는 아프가니스탄의 34개의 주의 하나에 속한다. 아프가니스탄의 동부에 있다.

## 같이 보기
- 아프가니스탄의 주